# Dorfkirche Possendorf (Bannewitz)

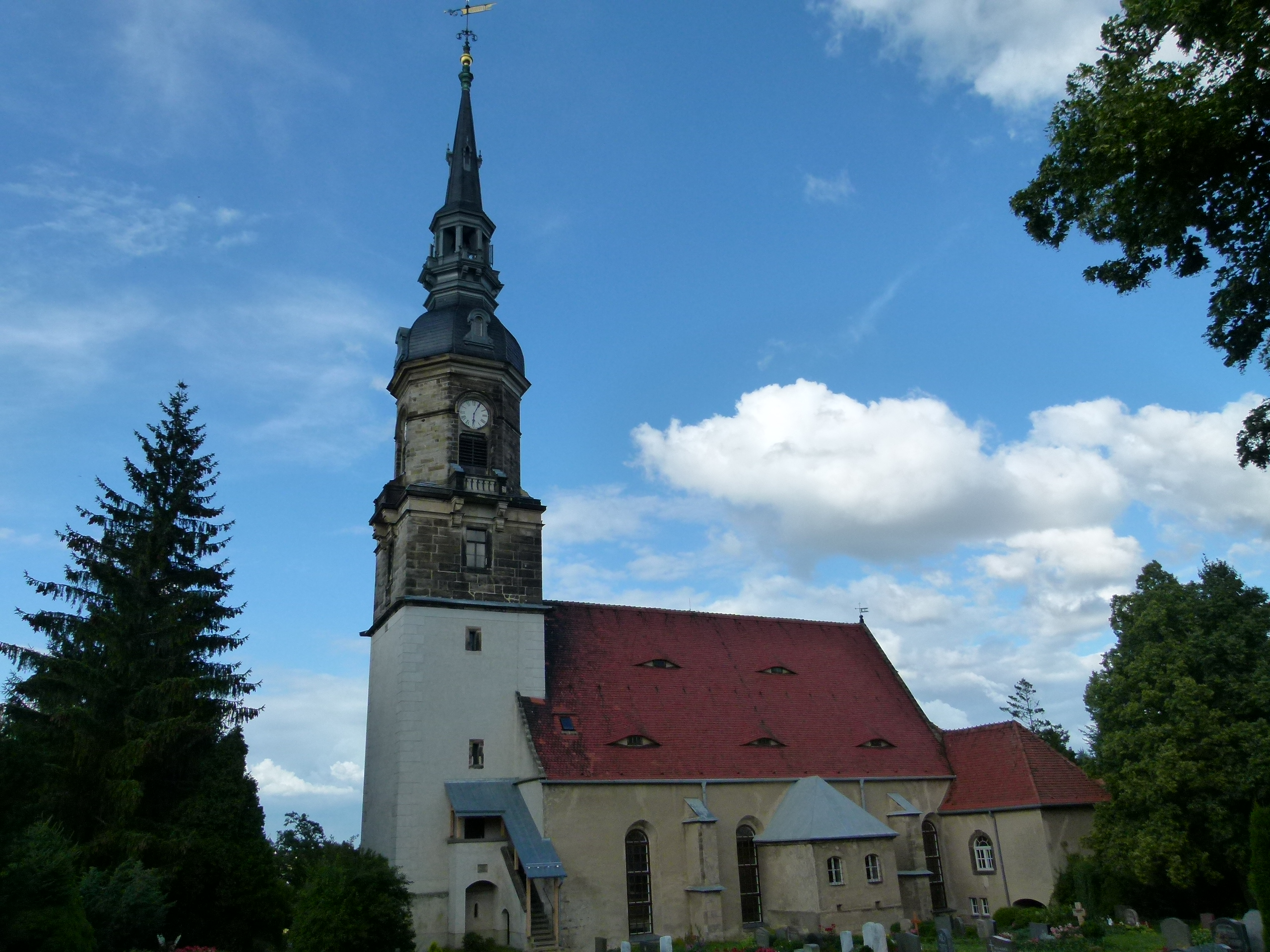
Dorfkirche Possendorf

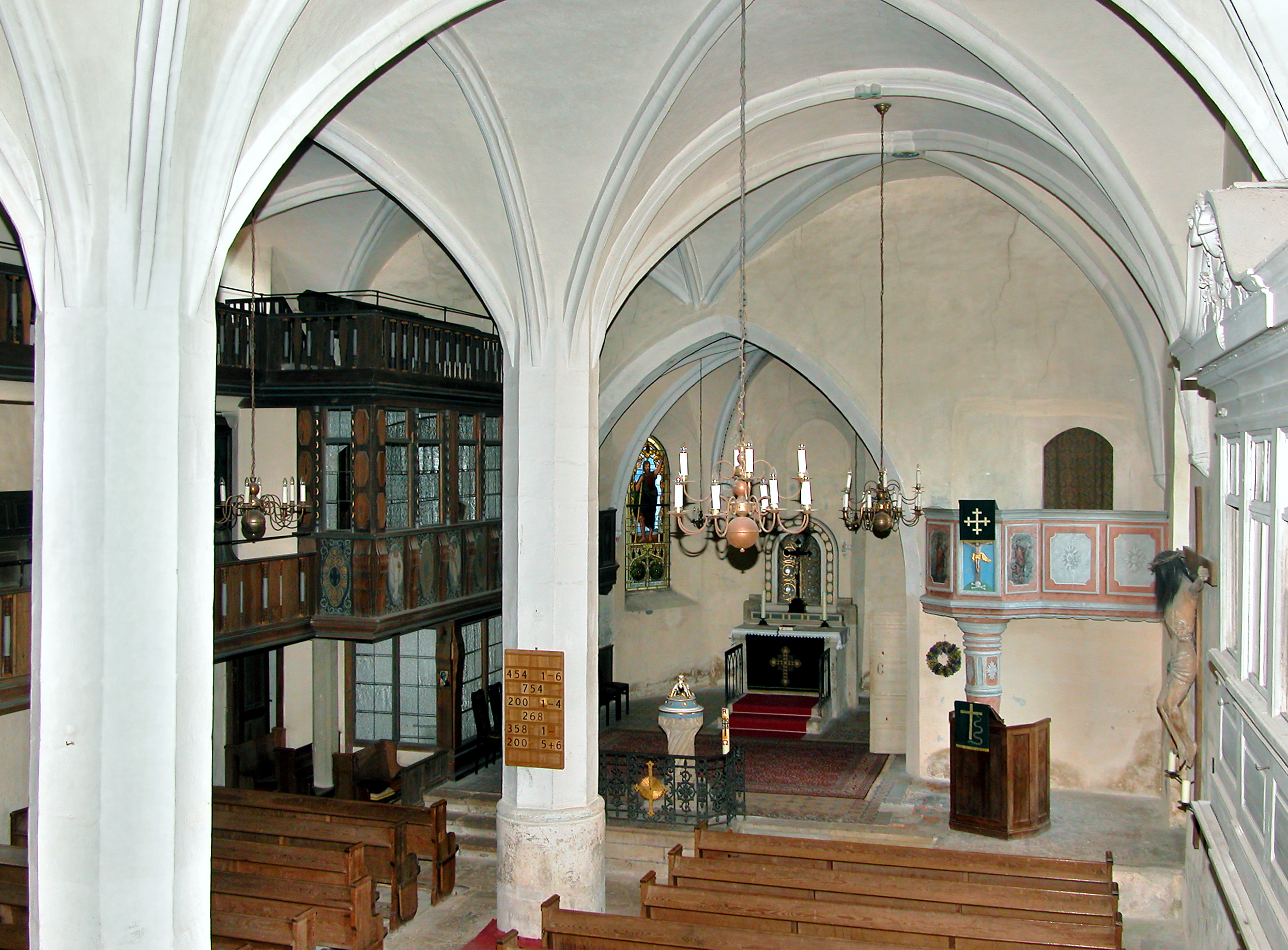
Innenansicht zum Altar

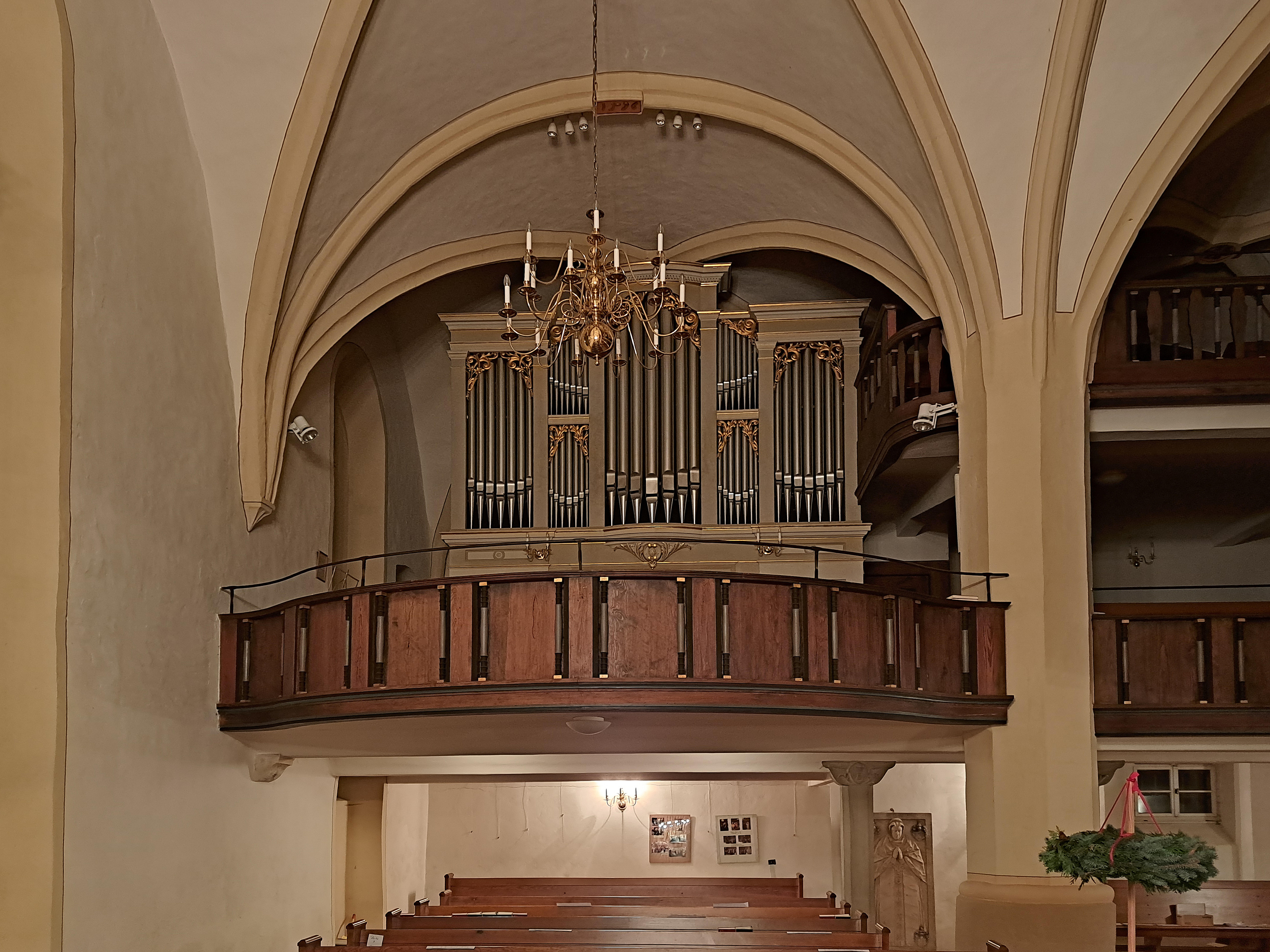
Orgel

Die evangelische Dorfkirche Possendorf ist eine spätgotische, historistisch überformte Hallenkirche im Ortsteil Possendorf von Bannewitz im Landkreis Sächsische Schweiz-Osterzgebirge in Sachsen. Sie gehört zur Kirchengemeinde Klingenberg-Kreischa im Kirchenbezirk Freiberg der Evangelisch-Lutherischen Landeskirche Sachsens.

## Geschichte und Architektur
Die Dorfkirche Possendorf ist eine zweischiffige Hallenkirche mit einem wehrhaft anmutenden, vorgelagerten Westturm. Sie entstand als Neubau unter Wiederwendung älterer Reste von Hans Heinitz und wurde von Nickel Matig im Jahre 1596 vollendet, wie an der nordwestlichen und nordöstlichen Vorhalle vermerkt ist. Die Anbauten und die Veränderungen an beiden Vorhallen erfolgten vermutlich um 1779 nach einer Inschrift über dem Portal der nordwestlichen Vorhalle. Restaurierungen wurden 1830, 1885 (der Turmaufsatz von Traugott Ernst Sommerschuh) und 1954/55 vorgenommen. Eine umfangreiche Sanierung des Innenraums erfolgte 2011.
Das Bauwerk ist ein verputzter Bruchsteinbau mit Strebepfeilern am Langhaus und im dreiseitig geschlossenen Chor. Das Bauwerk wird durch ein steiles Satteldach und Walmdächern über dem Chor und den querschiffartigen Anbauten am Chor abgeschlossen. Nach mehrfachen Umbauten (1663, 1699 und 1741) erhielt der Turm ein steinsichtiges oberes Geschoss und ein achtseitiges Glockengeschoss mit Helm, Laterne und hoher Pyramidenspitze. 
Das Innere der weiträumigen zweischiffigen Hallenkirche zeigt vier Doppeljoche, deren Kreuzrippengewölbe mit Schlusssteinen von den achtseitigen Mittelpfeilern getragen werden. Das letzte Joch im Südwesten ist mit der Jahreszahl 1596 versehen. Zweigeschossige Emporen sind an der Nord- und Westseite eingezogen. Zwei Patronatslogen sind eingebaut (an der Südseite aus dem 18. Jh. und an der Nordseite vor dem Chor um 1900 mit Jugendstildekoration). Die Halle ist durch einen Spitzbogen mit dem eingezogenen Chor mit Kreuzrippengewölbe geöffnet. An der Südseite ist die heutige Sakristei angebaut, die zum Chor hin mit drei schweren Eisentüren verschlossen ist, welche vermutlich aus der Zeit um 1600 stammen.

## Ausstattung
Die farbig gefasste Sandsteinkanzel steht auf einem hohen Säulenfuß, der einen achtseitigen Kanzelkorb trägt. Das mittige Brüstungsfeld zeigt ein Relief des Gekreuzigten als den neuen Adam, in den Feldern daneben Moses mit der Gesetzestafel und Johannes den Täufer aus der Zeit um 1630. Die ungewöhnliche spätgotische Sandsteintaufe steht auf einem aus mehreren Strängen gedrehten Fuß, der ein flaches Becken trägt, das mit diamantartigen Kreuzblumen gestaltet und auf das Jahr 1542 datiert ist; das Ganze ruht auf einer hohen quadratischen Plinthe, die mit Rundstäben begrenzt ist. Der zweiteilige Deckel zeigt am unteren flachen Teil an der Unterseite die Taufe Christi in rustikaler Darstellung, die nach einer Inschrift von Adam Wenßeln aus Kleincarsdorf gestaltet wurde; der obere Teil ist mit einem hohen Volutenaufsatz versehen.
Die Orgel ist ein Werk von Karl Traugott Stöckel aus dem Jahr 1881, das von Carl Eduard Jehmlich vollendet wurde. Sie hat nach mehreren Umbauten und einer Restaurierung durch Georg Wünning heute 25 Register auf zwei Manualen und Pedal. Im Kirchenschiff an der Südwand ist ein lebensgroßes Kruzifix aus Holz mit Rosshaarperücke und Dornenkranz aus dem 16. Jahrhundert angebracht, das 1959 restauriert wurde.